# کورتنی ماتیوسون
کورتنی ماتیوسون (انگلیسی: Courtney Mathewson؛ زادهٔ ۱۴ سپتامبر ۱۹۸۶) بازیکن واترپلو اهل ایالات متحده آمریکا است.
وی در مسابقات کشوری و بین‌المللی در مجموع برندهٔ ۱۲ مدال طلا، ۱ مدال برنز شده‌است.